# Caterina di Borbone
Caterina di Borbone, principessa di Navarra, detta Madame de France (Parigi, 7 febbraio 1559 – Nancy, 13 febbraio 1604), figlia secondogenita della regina Giovanna III di Navarra e del secondo marito Antonio di Borbone, nonché sorella di re Enrico IV di Francia.

## Biografia
Rimase orfana del padre a tre anni. Alla morte della madre nel 1572, salì sul trono di Navarra suo fratello maggiore Enrico, che aveva sposato la principessa Margherita di Valois. In seguito alla morte di Enrico III di Francia, nel 1589, divenne anche re di Francia, col nome di Enrico IV, in quanto parente prossimo degli estinti Valois. In seguito a questa seconda incoronazione Caterina divenne duchessa d'Albret e contessa d'Armagnac.
Suo fratello la diede in sposa a Enrico I di Lorena, figlio di Carlo III di Lorena e della principessa Claudia di Valois. Il matrimonio venne celebrato il 31 gennaio 1599 a Saint Germain en Laye. Essendo lei calvinista, come sua madre, ed Enrico cattolico, re Enrico chiese senza successo una speciale dispensa del papa Clemente VIII per far celebrare il matrimonio. Le nozze si poterono svolgere solo grazie all'intervento dell'Arcivescovo di Reims.
Caterina muore senza avere figli. Nel 1606 suo marito sposerà in seconde nozze Margherita Gonzaga.

## Ascendenza
|                         |                         |                                | Genitori                           |  |  | Nonni |  |  | Bisnonni             |  |  | Trisnonni                        |  |
|                         |                         |                                |                                    |  |  |       |  |  | Francesco di Borbone |  |  | Giovanni VIII di Borbone-Vendôme |  |
|                         |                         |                                |                                    |  |  |       |  |  | Francesco di Borbone |  |  | Giovanni VIII di Borbone-Vendôme |  |
|                         |                         | Isabelle de Beauvau            |                                    |  |  |       |  |  | Francesco di Borbone |  |  |                                  |  |
| Carlo di Borbone        |                         |                                |                                    |  |  |       |  |  | Francesco di Borbone |  |  |                                  |  |
|                         |                         | Maria di Lussemburgo-Saint-Pol | Pietro II di Lussemburgo-Saint-Pol |  |  |       |  |  |                      |  |  |                                  |  |
|                         |                         | Maria di Lussemburgo-Saint-Pol | Pietro II di Lussemburgo-Saint-Pol |  |  |       |  |  |                      |  |  |                                  |  |
|                         |                         | Maria di Lussemburgo-Saint-Pol | Margherita di Savoia               |  |  |       |  |  |                      |  |  |                                  |  |
| Antonio di Borbone      |                         | Maria di Lussemburgo-Saint-Pol |                                    |  |  |       |  |  |                      |  |  |                                  |  |
|                         |                         | Renato di Valois               | Giovanni II d'Alençon              |  |  |       |  |  |                      |  |  |                                  |  |
|                         |                         | Renato di Valois               | Giovanni II d'Alençon              |  |  |       |  |  |                      |  |  |                                  |  |
|                         |                         | Renato di Valois               | Maria d'Armagnac                   |  |  |       |  |  |                      |  |  |                                  |  |
| Francesca di Valois     |                         | Renato di Valois               |                                    |  |  |       |  |  |                      |  |  |                                  |  |
|                         |                         | Margherita di Lorena           | Federico II di Vaudémont           |  |  |       |  |  |                      |  |  |                                  |  |
|                         |                         | Margherita di Lorena           | Federico II di Vaudémont           |  |  |       |  |  |                      |  |  |                                  |  |
|                         |                         | Margherita di Lorena           | Iolanda d'Angiò                    |  |  |       |  |  |                      |  |  |                                  |  |
| Caterina di Borbone     |                         | Margherita di Lorena           |                                    |  |  |       |  |  |                      |  |  |                                  |  |
|                         | Giovanni III di Navarra | Alain I d'Albret               |                                    |  |  |       |  |  |                      |  |  |                                  |  |
|                         | Giovanni III di Navarra | Alain I d'Albret               |                                    |  |  |       |  |  |                      |  |  |                                  |  |
|                         | Giovanni III di Navarra | Françoise de Châtillon         |                                    |  |  |       |  |  |                      |  |  |                                  |  |
| Enrico II di Navarra    | Giovanni III di Navarra |                                |                                    |  |  |       |  |  |                      |  |  |                                  |  |
|                         |                         | Caterina di Navarra            | Gastone di Foix-Navarra            |  |  |       |  |  |                      |  |  |                                  |  |
|                         |                         | Caterina di Navarra            | Gastone di Foix-Navarra            |  |  |       |  |  |                      |  |  |                                  |  |
|                         |                         | Caterina di Navarra            | Maddalena di Valois                |  |  |       |  |  |                      |  |  |                                  |  |
| Giovanna III di Navarra |                         | Caterina di Navarra            |                                    |  |  |       |  |  |                      |  |  |                                  |  |
|                         |                         | Carlo di Valois-Angoulême      | Giovanni di Valois-Angoulême       |  |  |       |  |  |                      |  |  |                                  |  |
|                         |                         | Carlo di Valois-Angoulême      | Giovanni di Valois-Angoulême       |  |  |       |  |  |                      |  |  |                                  |  |
|                         |                         | Carlo di Valois-Angoulême      | Margherita di Rohan                |  |  |       |  |  |                      |  |  |                                  |  |
| Margherita di Valois    |                         | Carlo di Valois-Angoulême      |                                    |  |  |       |  |  |                      |  |  |                                  |  |
|                         |                         | Luisa di Savoia                | Filippo II di Savoia               |  |  |       |  |  |                      |  |  |                                  |  |
|                         |                         | Luisa di Savoia                | Filippo II di Savoia               |  |  |       |  |  |                      |  |  |                                  |  |
|                         |                         | Luisa di Savoia                | Margherita di Borbone              |  |  |       |  |  |                      |  |  |                                  |  |
|                         |                         | Luisa di Savoia                |                                    |  |  |       |  |  |                      |  |  |                                  |  |